# CakePHP
CakePHP는 PHP로 만든 웹 애플리케이션 프레임워크이다. 루비 온 레일스가 인기를 끌면서, 이에 대응하는 웹 프레임워크를 PHP로 만든 것이다. MIT 라이선스로 배포된다.

## 콘퍼런스
| 연도 | 위치             |
| ---- | ---------------- |
| 2019 | 도쿄도           |
| 2017 | 뉴욕             |
| 2016 | 암스테르담       |
| 2015 | 뉴욕             |
| 2014 | 마드리드         |
| 2013 | 샌프란시스코     |
| 2012 | 맨체스터         |
| 2011 | 맨체스터         |
| 2010 | 시카고           |
| 2009 | 베를린           |
| 2008 | 부에노스아이레스 |
| 2008 | 올랜도           |

## 트레이닝
CakeDC가 후원하는 공식 온라인 트레이닝 코스는 아래와 같다.
- 스탠더드 CakePHP 2 트레이닝 코스
- 스탠더드 CakePHP 3 트레이닝 코스
- 고급 CakePHP 3 트레이닝 코스
- 스탠더드 CakePHP 4 트레이닝 코스